# Szörényi Gyula
Szörényi Gyula, 1899-ig Stöszner (Sopron, 1862. március 18. – Cseklész, 1933. június 1.) római katolikus plébános.

## Életútja
A középiskolát Sopronban, Esztergomban és Nagyszombatban végezte, a hittudományokat pedig a bécsi egyetemen, mint a Pázmány-intézet növendéke. 1884. szeptember 1-jén áldozópappá szenteltetett és mint selmecbányai káplán kezdte működését. 1885. július 1-től Pozsony-belvárosi segédlelkész, 1892. január 1-től magyarbéli, 1893. márciustól cseklészi plébános volt. Stöszner családi nevét 1899-ben Szörényire változtatta. 
A Pozsonyvidéki Lapokba írt cikkeket és a Jó Pásztor c. szónoklati folyóiratnak munkatársa volt.

## Munkája
- Predigt am Feste «Maria Schnee» mit einem Anhang: Geschichte der Tiefen-Weg-Kapelle...